# Dore Lake (Saskatchewan)
Dore Lake je malá osada s méně než 100 obyvateli rozkládející se na jižním břehu stejnojmenného jezera, jednoho z největších v severním Saskatchewanu. Jeho jméno je francouzského původu, znamená sice "zlaté", ale v tomto významu znamená okounovitou rybu, druh candáta doré jaune, anglicky zvaného walleye..
Dore Lake se může pyšnit vynikajícími podmínkami pro lov a rybolov.